# Honzův song
Honzův song je píseň, kterou nazpíval Jan Vyčítal, poprvé v roce 1973 se skupinou Greenhorns na albu Hromskej den Zelenáčů, později i na svém  samostatném albu Semtex. Hudba, kterou složil Geoff Mack,  je převzata z písně „I've Been Everywhere“, autory českého textu jsou Petr Novotný a Jan Vyčítal.
Verze z alba Semtex se liší v jednom detailu – slova „zapálím si cigaretu, visí mi na spodním retu“ z původní verze jsou nahrazena slovy „já nepálím už cigaretu, nevisí mi na spodním retu“.

## Obsah písně
V písni Honza (Vyčítal) naráží na svou kreslenou postavičku pytláka Říhy a přiznává, že by chtěl malovat tak, jako jeho oblíbení umělci: Josef Mánes, Vlastimil Rada, Rubens, Karel Svolinský,  Rembrandt, Josef Lada, Mikoláš Aleš, Max Švabinský, Vincent van Gogh, Kamil Lhoták, Salvador Dalí, Rabas, Barták, Paul Gauguin, Reskator, Goya, Marko Čermák, Rousseau, Raffael, Alfons Mucha a El Greco.
V druhé sloce se pro změnu srovnává se slavnými zpěváky: Jiří Suchý, Karel Štědrý, Jiří Štědroň, Waldemar Matuška, Milan Drobný, Karol Duchoň, Marie Rottrová, Václav Neckář, Pavel Bobek, Barcal, Jiří Vašíček, Rudolf  Cortéz, Milan Chladil, Josef Zíma, Pascal, Gilbert Bécaud, Pavol Hammel, Engelbert Humperdinck, Michal Tučný nebo Linha Singers.
Před třetí slokou však dodává, že „nemohu však zpívat, výslovnost mám zlou“ (naráží tím na své ráčkování). Dále ve třetí sloce následuje několik jazykolamů:
Dveře skřípou, doktor rozzuřen / křičí: „Strč prst skrz krk nebo ven!“ / Prsty v hrsti třese mi hrdlem,  / řvu a křičím, vržu štokrlem,  / drbu vrbu, řepa, rarášek / tři sta třicet řek.
Když dodá, že by zkusil i tančit, kolegové z kapely jej varují, ať toho nechá, proto píseň zakončuje sdělením „Mám umění rád“.

## Jiné verze
- Ladislav Vodička – „Já tu zemi znám“